# 90 Dywizja Strzelecka (ZSRR)
90 Dywizja Strzelecka (ros. 90-я стрелковая дивизия) – związek taktyczny piechoty Armii Czerwionej.
Sformowana we wrześniu 1936. W 1939 roku walczyła w wojnie zimowej, a w 1940 uczestniczyła w przyłączeniu Estonii i Łotwy do ZSRR.

## Struktura organizacyjna
- 19 Pułk Strzelecki
- 173 Pułk Strzelecki
- 286 Pułk Strzelecki
- 96 Pułk Artylerii Lekkiej
- 149 Pułk Artylerii Haubic (do 05.08.1941)